# Neolucanus doro
Neolucanus doro là một loài bọ cánh cứng trong họ Lucanidae. Loài này được MizunumaI in Mizunuma & Nagai mô tả khoa học năm 1994.